# Moviola

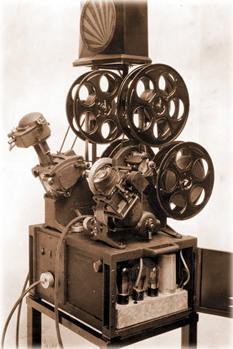
Primera moviola

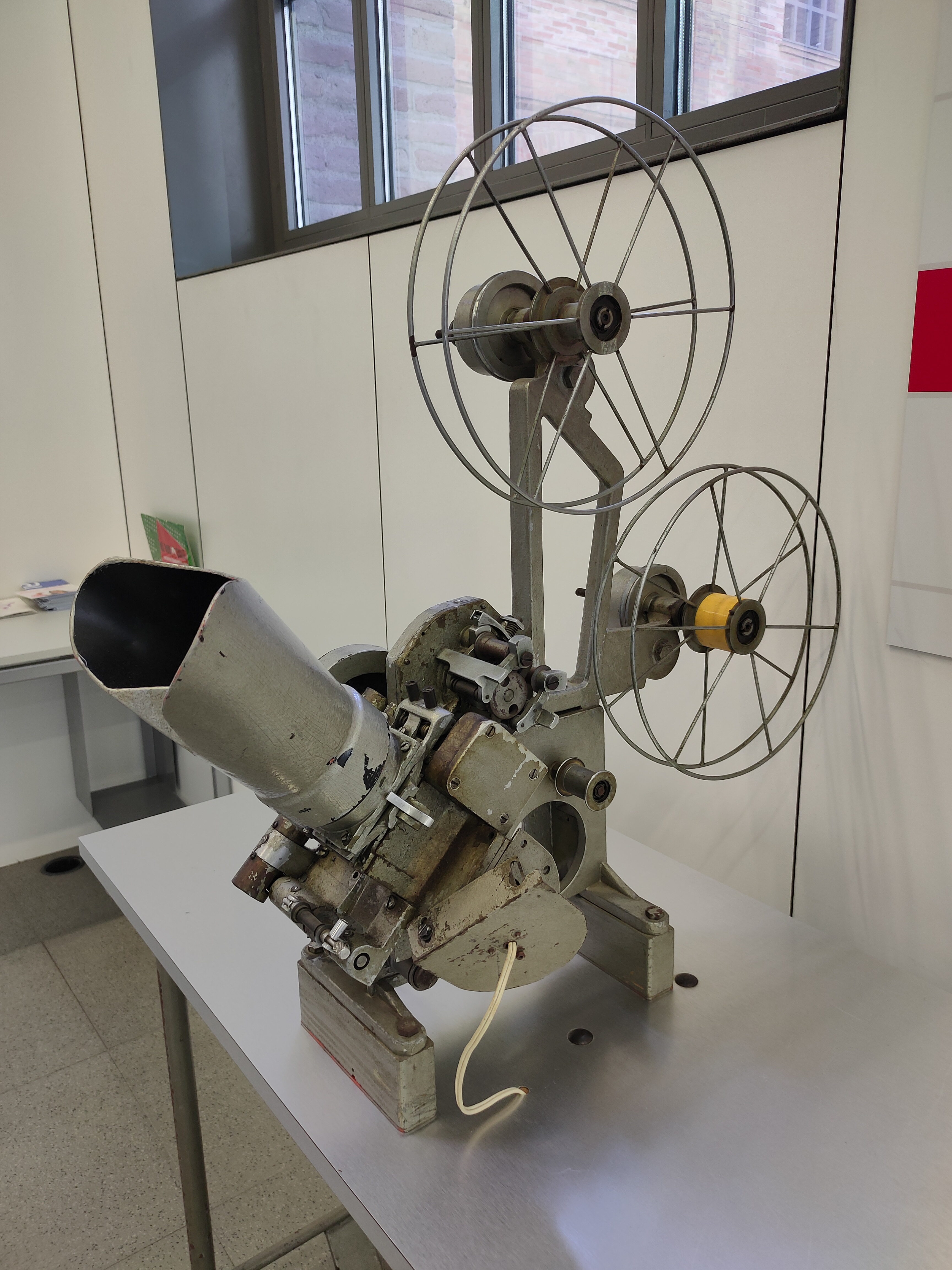
Exemple de Moivola 35mm (UPF)

La moviola és un aparell amb una petita pantalla que permet veure la imatge mentre s’escolta el so en sincronia. Va ser inventat per l'enginyer holandès Iwan Serrurier l’any 1917, però no va ser fins l’any 1924 que es va començar a utilitzar com a eina de muntatge. Va ser la primera màquina per editar pel·lícules en film.

## Història
En els seus orígens, Iwan volia que la moviola fos un projector de pel·lícules dins una capsa de fusta feta per a ús domèstic, inspirant-se en la Victrola (gramòfon). L’any 1924, la màquina va rebre modificacions després de conèixer un muntador de l'estudi de Douglas Fairbanks: va treure la lent i el llum del projector, va capgirar la màquina sense la capsa de fusta i va afegir-hi una pantalla i una manovella. En 1928, Iwan va fundar Moviola CO i va ser la marca més popular a Amèrica.
Amb l’arribada del so a partir dels anys 30’, l’ús de la moviola va incrementar considerablement, ja que facilitava treballar amb les diferents pistes d’imatge i so per separat. El sistema d'arrossegament de la pel·lícula activa sincrònicament el de la cinta de so, però també es poden controlar de manera independent per tal d'avançar o retardar el so que fa a la imatge o viceversa. D'aquesta manera, el muntatge amb la moviola es fa de manera gairebé definitiva, exceptuant els casos en què calgui d'algun tractament de la pel·lícula al laboratori. D'altra banda, el so finalitza en una sala especial de muntatge, tot i que la fase de sincronisme es realitzi mitjançant la moviola. La moviola disposava els rotlles d’imatge i so vericalment, mentre que altres marques posteriors (Steenbeck, KEM, Prévost o Moritone) tenien pantalles més grans i la pel·lícula es disposava horitzontalment.
Més endavant, després de la gran demanda d’aquestes durant la Segona Guerra Mundial, el seu fill Mark Serrurier heretaria l'empresa. Mark va introduir canvis en algunes peces i va optimitzar el procés de manufacturació, a més de pintar-la de color verd en comptes de negre.

## Components
- Sprocket de sincronisme de la imatge.
- Sprocket de sincronisme del so.
- Lector o reproductor del so òptic o magnètic.
- Finestreta de projecció (on se situa la pel·lícula que es reprodueix).
- Pantalla.
- Sistema d'amplificació i reproducció de sons.
- Controlador general i controlador de temps.

## Funcionament
El sistema d'arrossegament de la moviola consisteix en la Creu de Malta, la qual es tracta d'un mecanisme de projector professional que trasllada el fotograma a la part davantera de la finestreta de manera intermitent. La clavilla s'engrana amb les obertures de la creu, actuant així d'eix i fent que la pel·lícula rote noranta graus i que els fotogrames avancin constantment.

## Evolució
A partir dels anys '70 i '80, la moviola va quedant enrere i deixant pas a taules de muntatge horitzontal, és a dir, un nou sistema que permet que la pel·lícula no pateixi tant a causa de la tensió produïda per la Creu de Malta, es redueixi el soroll i que desaparegui el moviment intermitent. Aquest nou sistema consisteix a substituir la Creu de Malta per un prisma rotatori, el qual també permetrà el visionat dels films a alta velocitat. A més, es podran col·locar diverses pistes d'àudio i imatges. No obstant això, seguim sense obtenir una imatge nítida al cent per cent.

## Muntatge electrònic
Fins als anys 90 se segueixen muntant els films mecànicament, però a partir de l'any 2000 comença el muntatge en digital mitjançant l'ordinador. La pel·lícula ja filmada és revelada al laboratori i es copia en un ordinador o disc dur a través d'una digitalització. Cada fotograma de la pel·lícula rep un nombre específic o direcció en una base de dades. Una vegada que la seqüència estigui correctament muntada, el programa imprimirà una llista de decisions (Edit Decision List).
Els principals avantatges respecte a la moviola consisteixen en què és molt més ràpid a l'hora de treballar, es necessiten menys ajudants, amb la qual cosa s'estalvia diners i facilita l'accés al material, ja que està tot dins de la memòria de l'ordinador; la pel·lícula no pateix cap mena de dany, és més silenciós, hi ha més possibilitats a l'hora de manipular el so i es poden integrar efectes especials electrònics.
No obstant això, aquest procés presenta una sèrie de desavantatges respecte a la moviola, com ara la limitada quantitat de memòria, l'alt cost dels dispositius o la qualitat de la imatge.